# 商奎
商奎（1968年6月—），男，汉族，重庆九龙坡人，中华人民共和国政治人物。曾任重庆市财政局局长、重庆市人民政府副市长，现任重庆市委常委、统战部长。